# Milano Porta Vittoria
Milano Porta Vittoria (włoski: Stazione di Milano Porta Vittoria) – stacja kolejowa w Mediolanie, w regionie Lombardia, we Włoszech. Znajdują się tu 4 perony.
Jest przystankiem linii S1, S2, S5, S6, S13 i S14 kolei podmiejskich.